# Virgin America
Virgin America was een Amerikaanse luchtvaartmaatschappij die tot 2016 behoorde tot de Virgin Group, een Britse holdinggroep opgericht door miljardair Richard Branson.
De luchtvaartmaatschappij was sinds 2007 actief.
In 2016 werd de luchtvaartmaatschappij overgenomen door Alaska Air voor een bedrag van naar verluidt 2,6 miljard dollar. In een afscheidsbrief aan het personeel schrijft Branson: “Met veel dingen in het leven is er een punt waarop we het moeten loslaten en moeten waarderen dat we het hebben mee mogen maken.” Tot verdriet van Branson kon de naam Virgin niet behouden blijven na de overname. 
Virgin America werd in 2016 door website Skytrax uitgeroepen tot de beste luchtvaartmaatschappij van de Verenigde Staten. 
In 2018 werd de maatschappij geïntegreerd in moederbedrijf Alaska Airlines.

## Luchtvloot
| vliegtuigtype   | aantal | besteld | opmerkingen               | zitplaatsen |
| --------------- | ------ | ------- | ------------------------- | ----------- |
| Airbus A319-100 | 10     |         |                           | 119         |
| Airbus A320-200 | 53     |         |                           | 149         |
| Airbus A320neo  |        | 30      | Levering tussen 2020-2022 |             |
| Airbus A321neo  | 1      | 9       | Levering tussen 2017-2018 |             |
| totaal          | 64     |         |                           |             |

       .